# Rue Radziwill
Rue Radziwill är en återvändsgata i Quartier du Palais-Royal i Paris 1:a arrondissement. Rue Radziwill, som börjar vid Rue des Petits-Champs 1, är uppkallad efter den litauiske politikern Karol Stanisław Radziwiłł (1734–1790).

## Omgivningar
- Notre-Dame-des-Victoires
- Palais-Royal
- Jardin du Palais-Royal
- Place des Victoire
- Bibliothèque nationale de France

## Bilder
| - Notre-Dame-des-Victoires. - Palais-Royal. - Jardins du Palais-Royal. |

## Kommunikationer
- Tunnelbana – linjerna   – Palais Royal – Musée du Louvre
- Tunnelbana – linje  – Bourse
- Busshållplats Bibliothèque Nationale – Paris bussnät, linje 29

### Webbkällor
- ”Rue Radziwill”. Mairie de Paris. http://www.v2asp.paris.fr/commun/v2asp/v2/nomenclature_voies/Voieactu/8012.nom.htm. Läst 10 mars 2021.
- ”Rue Radziwill”. Les rues de Paris. http://www.parisrues.com/rues01/paris-01-rue-radziwill.html. Läst 10 mars 2021.